# جينو كورادو
جينو كورادو (بالإنجليزية: Gino Corrado)‏ هو ممثل أمريكي (وحمل سابقاً جنسية مملكة إيطاليا)، ولد في 9 فبراير 1893 في إيطاليا، وتوفي في 23 ديسمبر 1982 في الولايات المتحدة.

## أعمال

### أفلام
- (1923) الوصايا العشر
- (1927)  قصة بشريين
- (1930) الخطيئة تأخذ عطلة
- (1931) الممسوس
- (1932) وداعا للسلاح
- (1934) الأرملة المرحة
- (1934) يعيش فيلا
- (1935) آنا كارنينا
- (1935) القبعة العلوية
- (1936) السيد ديدز يذهب إلى المدينة
- (1938) الجزائر
- (1939) السيد سميث يذهب إلى واشنطن
- (1940) الديكتاتور العظيم[1][2]
- (1940) ريبيكا
- (1941) المواطن كين
- (1942) كازبلانكا
- (1944) ويلسون
- (1950) قصة ستراتون
- (1954) ثلاث عملات في النافورة
- (1954) ليلة كازانوفا الكبيرة

## وصلات خارجية
- جينو كورادو على موقع IMDb (الإنجليزية)
- جينو كورادو على موقع قاعدة بيانات الفيلم (الإنجليزية)